# Wilhelm von Wright
Wilhelm von Wright (født 5. april 1810, død 2. juli 1887) var en finlandssvensk maler, som særligt var kendt for sine illustrationer af fugle og fisk.

## Biografi
Von Wright blev født den 5. april 1810 i Haminalahti (svensk: Haminanlax). Hans forfædre var skotske købmænd, som bosatte sig i Narva i løbet af 1600-tallet. Hans far var en pensioneret major, som ejede et stort gods. Han voksede op i en søskendeflok på ni og blev hjemmeundervist. Hans to ældre brødre, Magnus og Ferdinand, blev senere også berømte malere.
På Magnus' initiativ rejste han i 1823 til Sverige, hvor han var med til at illustrere storværket Svenska fåglar. Den store bogserie blev sponsoreret af grev Nils Bonde.
Von Wright blev i 1833 medlem af Stockholm Handelskammer, og to år senere af Kungliga Akademien för de fria konsterna. I 1836 flyttede han til Orust i Bohuslän, hvor han i 1856 blev valgt som øens fiskerikontrollør. Kort tid efter fik han et slagtilfælde, som gjorde ham uarbejdsdygtig resten af livet. Han døde den 2. juli 1887 på Orust.
Blandt von Wrights vigtigste værker er 60 farveillustrationer til Bengt Fredrik Fries og Carl Jakob Sundevalls Skandinaviens fiskar. Han bidrog også med tegninger til Tidskrift för jägare och naturforskare.